# Samuel Griswold Goodrich

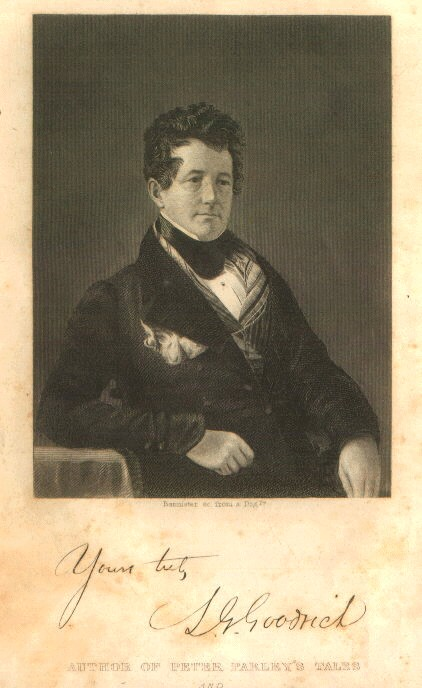

Samuel Griswold Goodrich, ps. Peter Parley (ur. 19 sierpnia 1793 w Ridgefield, zm. 9 maja 1860) – amerykański pisarz i wydawca.
Był synem pastora, w młodości pracował jako sklepikarz, następnie jako księgarz i wydawca w Hartford w stolicy Connecticut. W 1833 roku zakupił działkę niedaleko Roxbury pod Bostonem, gdzie wybudował swój dom i poświęcił się działalności wydawniczej, gdzie w książce The Token and Atlantic Souvenir publikował swoje wiersze i drobne utwory pisane prozą.
W 1841 roku założył Merry's Museum, ilustrowane czasopismo dla dzieci, które prowadził do roku 1854.